# Landgericht Civezzano

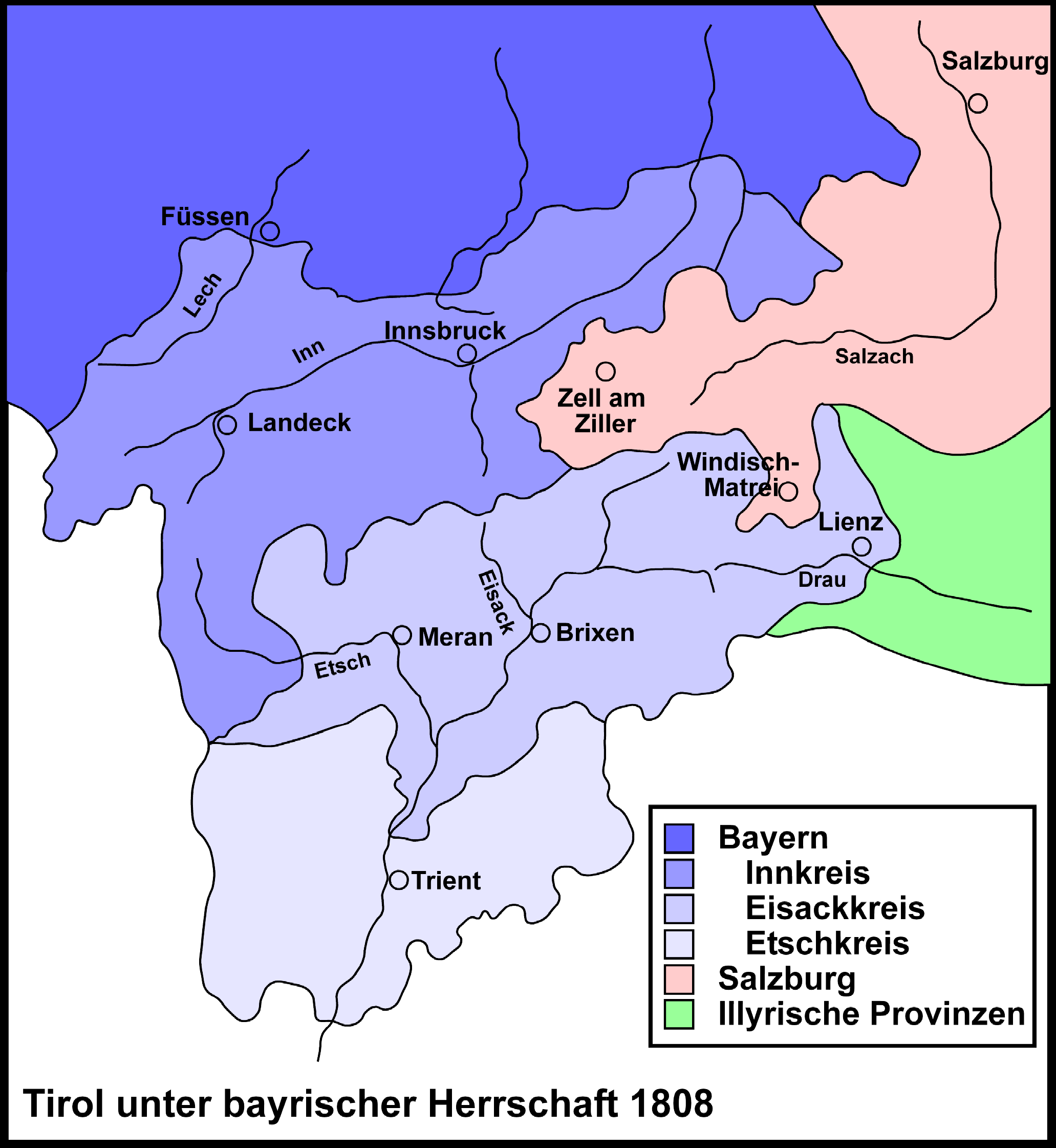
Das Landgericht Civezzano im Etschkreis 1808

Das Landgericht Civezzano war ein von 1805 bis 1810 bestehendes bayerisches Landgericht älterer Ordnung mit Sitz in Civezzano im Trentino. Die Landgerichte waren im Königreich Bayern Gerichts- und Verwaltungsbehörden.

## Geschichte
Im Jahr 1805 wurde nach dem Frieden von Pressburg im Verlauf der Verwaltungsneugliederung Bayerns das Landgericht Civezzano errichtet. Dieses wurde nach der Gründung des Königreichs Bayern dem Etschkreis zugeschlagen, dessen Hauptstadt Trient war. 1810 wurde der Etschkreis an das napoleonische Königreich Italien abgetreten.

## Beamte des Landgerichts
Die Namen der Beamten des Landgerichts Civezzano im Jahr 1809 lassen sich aus dem Königlich-Baierischen Regierungsblatt entnehmen.
- Erster Assessor: Franz von Panizza
- Zweiter Assessor: Joseph von Grandi